# Klamry
Klamry – wieś w Polsce położona w województwie kujawsko-pomorskim, w powiecie chełmińskim, w gminie Chełmno.
| SIMC    | Nazwa            | Rodzaj                          |
| ------- | ---------------- | ------------------------------- |
| 1028064 | Ameryka          | część wsi (zniesiona w 2023 r.) |
| 1028070 | Babie Błota      | część wsi                       |
| 1028124 | Nad Gminną Drogą | część wsi (zniesiona w 2023 r.) |

## Podział administracyjny
W latach 1975–1998 miejscowość administracyjnie należała do województwa toruńskiego.

## Demografia
Według Narodowego Spisu Powszechnego (III 2011 r.) wieś liczyła 581 mieszkańców. Była drugą co do wielkości miejscowością gminy Chełmno. Wg stanu na dzień 31.12.2018 r. w Klamrach mieszkało 840 osób. Natomiast wg stanu na dzień 31.12.2023 r. w Klamrach mieszkało 951 stałych mieszkańców. Pod względem liczebności mieszkańców są największym sołectwem w gminie.

## Historia
Wieś założona przez Olędrów w XVII wieku, do XVI wieku wieś nie była wykorzystywana rolniczo. W 1773 r. mieszkało w Klamrach 29 osób, w 1883 r. mieszkało 493. ewangelików i 134. katolików. Od 1785 działa w miejscowości szkoła. W 1916 r. pobudowano rakarnię powiatową. W wiejskiej szkole w 1907 r. wybuchł strajk szkolny.

### Zbrodnia w Klamrach
W okolicznych lasach, od 12 października do 11 listopada 1939 roku oddziały Selbstschutz u dokonywały masakry ludności polskiej z powiatu chełmińskiego. Do 2018 roku udało się ustalić tożsamość ok. 200 ofiar. Liczba osób zamordowanych w Klamrach wzbudza kontrowersje. Większość źródeł podaje, że w Klamrach zamordowano ok. 2,2-5 tys. osób. Zdaniem historyka Tomasza Cerana, liczba ta jest zawyżona. Podczas wojny Niemcy próbowali zatrzeć ślady egzekucji. Podczas ekshumacji odnaleziono fragmenty zapalnika granatu, łuski pocisku i monetę mającą ślady zetknięcia z ogniem.

## Zabytki
Według rejestru zabytków NID na listę zabytków wpisane są:
- cmentarz ewangelicki „stary”, poł. XIX, nr rej.: 535 z 1.06.1987
- cmentarz ewangelicki „nowy”, pocz. XX, nr rej.: A/225 z 1.06.1987
- cmentarz ofiar hitleryzmu, nr rej.: 536 z 1.06.1987
- fort VIII w zespole twierdzy Chełmno, 1903–1914, nr rej.: A/15111/1 z 14.02.1980.